# Drasteria eubapta
Drasteria eubapta là một loài bướm đêm trong họ Erebidae. Tên khoa học của nó được công bố lần đầu tiên vào năm 1926 bởi George Francis Hampson.